# Eczacıbaşı Spor Kulübü (voleibol masculino)
O Eczacıbaşı Spor Kulübü é um time turco de voleibol masculino da cidade de Istambul. Retirou-se do Campeonato Turco em 1996.

## Histórico
O departamento de voleibol masculino do Eczacıbaşı iniciou sua trajetória na temporada esportiva de 1967-68, com rapidez promoveu-se da terceira divisão a primeira; sendo campeão pela primeira vez na edição de 1975-76, conquistando em 12 oportunidades o título nacional e foi finalista em duas ocasiões nas copas europeias, terminando em terceiro em 1979-80 na Liga dos Campeões da Europa e na quarta posição em 1977-78 na Taça CEV; ainda conquistou tres vezes a Copa da Turquia , no período de 1990, 1991 e 1995, ainda em 1991 conquistou a Copa Presidente da República, desativando o departamento em 17 de setembro de 1996.

## Resultados obtidos nas principais competições

### Títulos conquistados
Campeonato Turco (Liga A Turca)
- Campeão:1975-76, 1977-78, 1978-79, 1979-80, 1980-81, 1981-82, 1982-83, 1983-84, 1984-85, 1985-86, 1989-90, 1990-91
- Vice-campeão:1973-74, 1976-77, 1986-87, 1993-94[2]
- Terceiro posto:1972-73, 1988-99, 1991-2, 1992-93, 1994-95[2]

 Copa da Turquia
- Campeão: 1989-90, 1990-91, 1994-95[2]

 Copa Presidente da República 
- Campeão: 1990-91[2]

 Copa Ministério do Esporte  
- Campeão: 1990-91[2]

 Mundial de Clubes
 Liga dos Campeões da Europa
- Terceiro posto: 1979-80[2]

 Taça CEV
- Quarto posto: 1977-78[2]

 Taça Challenge